# François Proth
 (mars 2021).
Si vous disposez d'ouvrages ou d'articles de référence ou si vous connaissez des sites web de qualité traitant du thème abordé ici, merci de compléter l'article en donnant les références utiles à sa vérifiabilité et en les liant à la section « Notes et références ».
François Proth (22 mars 1852 - 21 janvier 1879) est un agriculteur mathématicien autodidacte français qui vivait à Vaux-devant-Damloup près de Verdun, en France.

## Biographie
Il a énoncé quatre théorèmes liés à la primalité. Le plus célèbre d'entre eux, le théorème de Proth, peut être utilisé pour tester si un nombre de Proth (un nombre de la forme k2n + 1 avec k impair et k < 2n) est premier. Les nombres qui passent ce test sont appelés nombres premiers de Proth ; ils continuent d'être importants dans la recherche informatique de grands nombres premiers.
Proth a également formulé la conjecture de Gilbreath sur les différences successives de nombres premiers, 80 ans avant Gilbreath, mais sa preuve de la conjecture s'est révélée erronée.